# Trùng thiềm điệp ốc
Trùng thiềm điệp ốc (chữ Hán: 重簷叠屋; mái chồng nhà nối), còn gọi là trùng lương trùng thiềm (chữ Hán: 重梁重簷; xà chồng mái chồng), là một kiểu kiến trúc truyền thống của Việt Nam. Đây là một kiểu kiến trúc nhà kép hai mái trên một nền. Nhà trước và nhà sau của điện được nối với nhau bằng một hệ thống trần vòm mai cua dưới máng nước nối của hai mái nhà (thuật ngữ kiến trúc gọi là máng thừa lưu). Chính trần mai cua này nối với nửa trong tạo ra một không gian nội thất liên tục, thống nhất, rộng rãi, không còn cảm giác ghép nối hai tòa nhà. Việc ứng dụng máng thừa lưu là một sáng tạo của người xây dựng điện, nó chẳng những che kín được sự lõm xuỗng của nơi nối hai mái mà còn tạo nên nhịp điệu kiến trúc.[1] Đây cũng là một dụng ý của kiến trúc sư. Mục đích là tạo cảm giác "cao" cho gian ngoài - nơi bá quan hành lễ, bên trong thấp vừa làm nổi bật gian ngoài vừa là nơi vua ngồi nên kín đáo, uy nghiêm.